# Phobay Kutu-Akoi
Phobay Kutu-Akoi (* 3. Dezember 1987 in Monrovia) ist eine ehemalige liberianische Leichtathletin, die sich auf den Sprint spezialisiert hat.

## Sportliche Laufbahn
Erste internationale Erfahrungen sammelte Phobay Kutu-Akoi im Jahr 2010, als sie bei den Afrikameisterschaften in Nairobi mit 12,10 s im Halbfinale im 100-Meter-Lauf ausschied. Im Jahr darauf schied sie bei den Weltmeisterschaften in Daegu mit 11,61 s in der ersten Runde aus, ehe sie bei den Afrikaspielen in Maputo mit 11,88 s ebenfalls im Vorlauf ausschied. 2012 ging sie bei den Afrikameisterschaften in Porto-Novo im Finale über 100 Meter nicht mehr an den Start und verzichtete im 200-Meter-Lauf im Semifinale auf ein erneutes Antreten. Zudem belegte sie mit der liberianischen 4-mal-400-Meter-Staffel in 3:33,24 min den fünften Platz. Anschließend nahm sie über 100 Meter an den Olympischen Sommerspielen in London teil und schied dort mit 11,52 s in der ersten Runde aus. Zudem war sie die Fahnenträgerin Liberias während der Eröffnungs- und Abschlussveranstaltung der Spiele. 2016 startete sie im 60-Meter-Lauf bei den Hallenweltmeisterschaften in Portland und schied dort mit 7,56 s in der Vorrunde aus. Im selben Jahr beendete sie dann ihre aktive sportliche Karriere im Alter von 28 Jahren.

## Persönliche Bestleistungen
- 100 Meter: 11,37 s (+2,0 m/s), 28. April 2012 in San Marcos
  - 60 Meter (Halle): 7,41 s, 18. Februar 2012 in Norman
- 200 Meter: 23,82 s (+2,0 m/s), 25. April 2015 in San Marcos